# Tripkau (Amt Neuhaus)
Das Haufendorf Tripkau ist ein Ortsteil der Gemeinde Amt Neuhaus im Landkreis Lüneburg in Niedersachsen.
Das Dorf liegt an der B 195. Die Krainke, ein Nebenfluss der Sude, fließt am südlichen Ortsrand und die Elbe fließt einen Kilometer entfernt südöstlich. Die Grenze zu Mecklenburg-Vorpommern verläuft einen Kilometer entfernt nordöstlich.

## Geschichte
Am 1. Juli 1950 wurden die bisher eigenständigen Gemeinden Bohnenburg, Laake, Pinnau, Strachau, Wehningen und Wilkenstorf eingegliedert.

## Bauwerke
- St. Mariä in Tripkau ist eine Fachwerkkirche aus dem Jahr 1864. Der Innenraum der Kirche wurde 1998 durch den Maler und Hochschullehrer Ludwig Ehrler neu gestaltet.

## Persönlichkeiten
- Ernst Christian August Behrens (um 1754–1817), deutscher Baumeister, Ingenieur und Kartograf